# Taxithelium robinsonii
Taxithelium robinsonii är en bladmossart som beskrevs av Brotherus 1918. Taxithelium robinsonii ingår i släktet Taxithelium och familjen Sematophyllaceae. Inga underarter finns listade i Catalogue of Life.